# Kumbh Mela

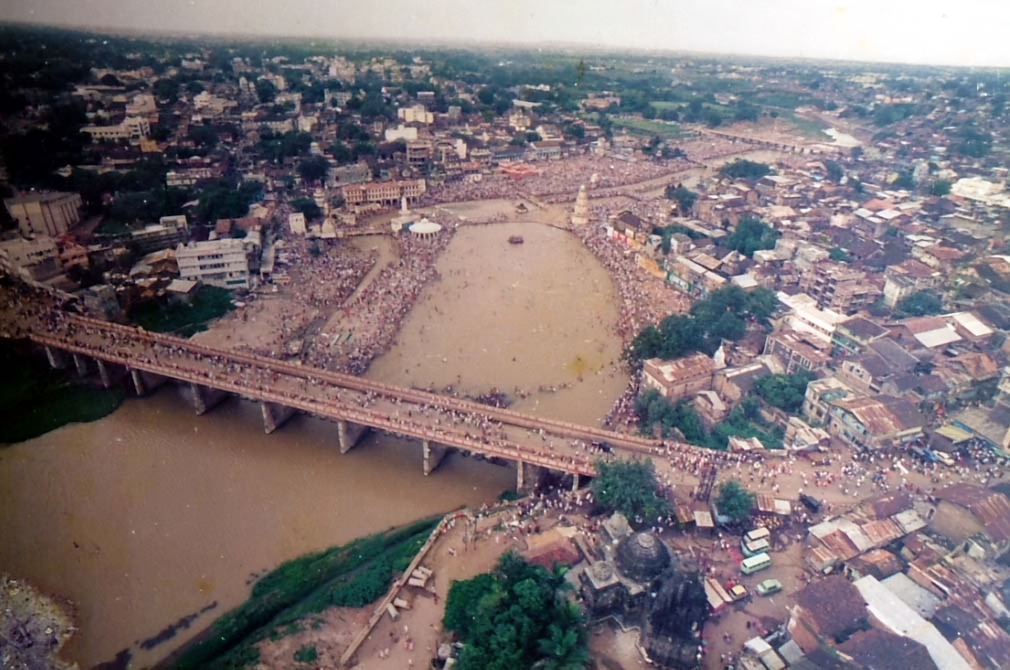
Kumbh Mela i Nashik, 1989.

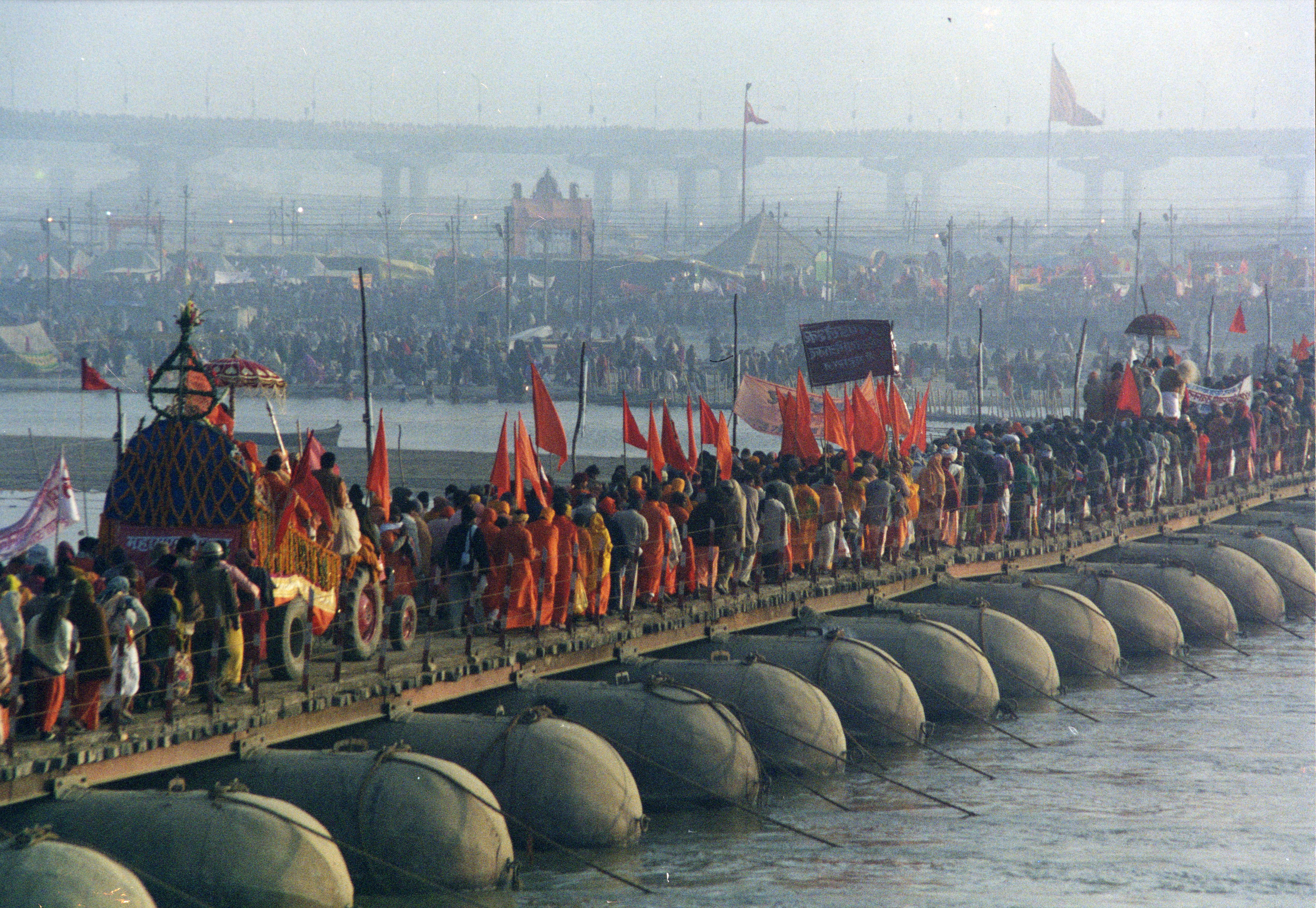
Kumbh Mela i Prayag (Allahabad), 2001.

Kumbh Mela (svenska urnans eller krusets fest) är hinduernas viktigaste vallfärd, vilken genomförs på ett visst datum, fyra gånger under en tolvårsperiod till en av orterna Prayag (Allahabad), Haridwar, Ujjain eller Nashik, där "odödlighetens nektar" en gång i mytologisk forntid ska ha skvätt ner under en strid mellan det goda och det onda. Ett av dessa tre tillfällen benämns "Maha Kumbha Mela" (sv. Stora urnans (eller krusets) fest).
Miljoner människor deltar vid varje Kumbh Mela, och det anses att detta är den kvantitativt största vallfärden i världen.

## Kommande Kumbh Mela
- Augusti, september 2015 - Nashik
- April, maj 2016 - Ujjain